# 张经祠堂
张经祠堂，原名张公祠，是位于中华人民共和国福建省福州市仓山区建新镇洪光村的一个明代古建筑，曾祀奉明朝正德年间进士、政治人物张经，并配祀戚继光、俞大猷等抗倭将领。1992年，张经祠堂入选第三批福州市文物保护单位。

## 历史
张经是明朝时期出生于福州洪塘乡的政治人物，正德十二年（1517年）考中进士，历任浙江嘉兴县知县、给事中、御史、兩廣巡撫、兵部尚书、户部尚书、南京戶部尚書等职，后转任南京兵部尚書，任内因抗击倭寇立下大功。嘉靖三十四年（1555年），张经在南京兵部尚书任内因得罪严嵩一党，被嘉靖帝以“抗倭不力”之罪处死。隆庆初年，张经获得平反，他的同乡人为纪念他，于万历八年（1744年）在张经的家乡洪江（即后来的洪塘地区，祠堂所在地现归洪光行政村管辖）建造了张公祠，并将祠堂前的街道改名为“半洲街”（张经号半洲）。据民国林其蓉撰写的《闽江金山志》记载，张公祠在清朝乾隆九年（1744年）有重修，嘉庆元年（1796年）又有重修。1960年代，祠堂内的塑像、匾额和楹联被毁，门楼因修路而被拆除。1980年代，祠堂建筑一度被征用为粮食加工厂。1986年12月，福州市郊区人民政府将张经祠堂公布为第一批区级文物保护单位，1992年11月，祠堂被福州市人民政府列为第三批福州市文物保护单位。

## 建筑
张经祠堂为土木结构，坐东朝西，占地592平方米，有大厅、两侧回廊、天井和文昌阁等结构，除文昌阁为清代建筑外，其他为明代建筑。大厅面阔三间、进深五间，穿斗、抬梁混合式木构架硬山顶；文昌阁在大厅后侧，为土木结构，面阔五间、进深三间，穿斗式木构架硬山顶。在祠内大部分构件遭毁前，大厅内供奉有抗倭名将张经、戚继光以及俞大猷的塑像，两侧有“文武无双经略，东南第一战功”的楹联，旁悬挂着记载张经生平的横匾，而这些内部构造在1960年代均被毁坏。21世纪，祠堂被洪光村建造为“老人之家”，成为当地社区居民的活动场所。

## 图集

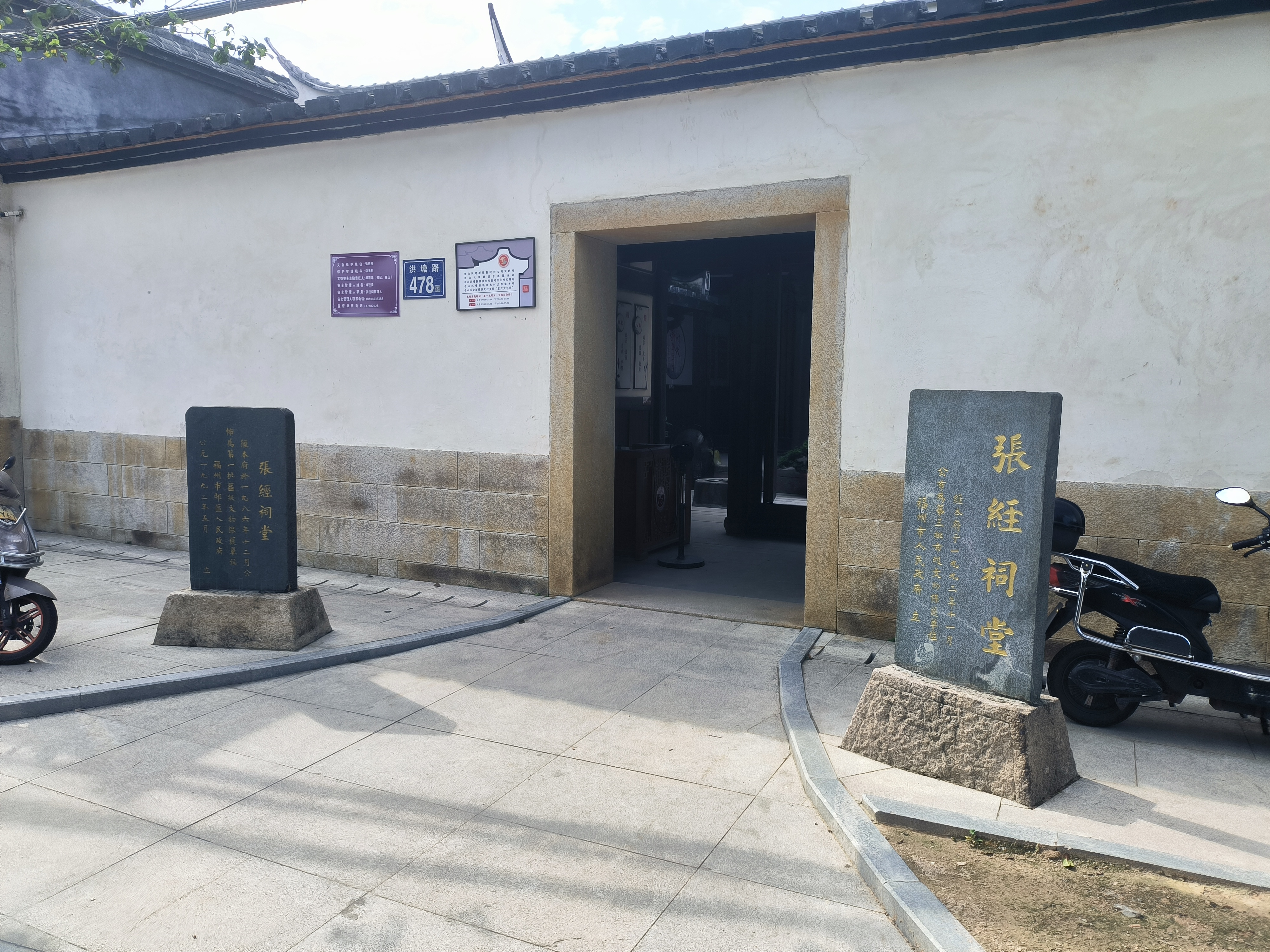
张经祠堂门前的文物保护单位标志
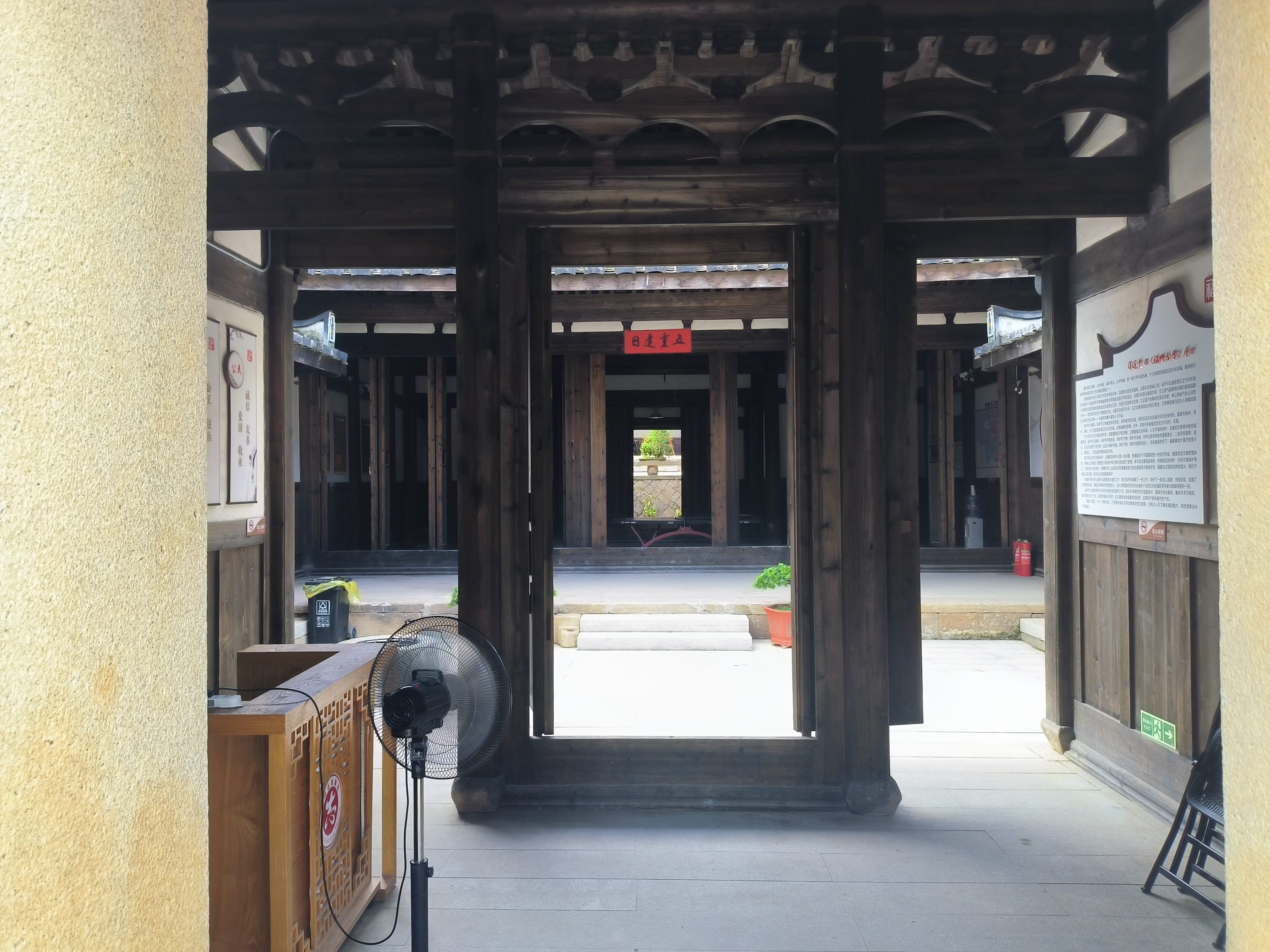
自前至后依次为正门、天井及大厅
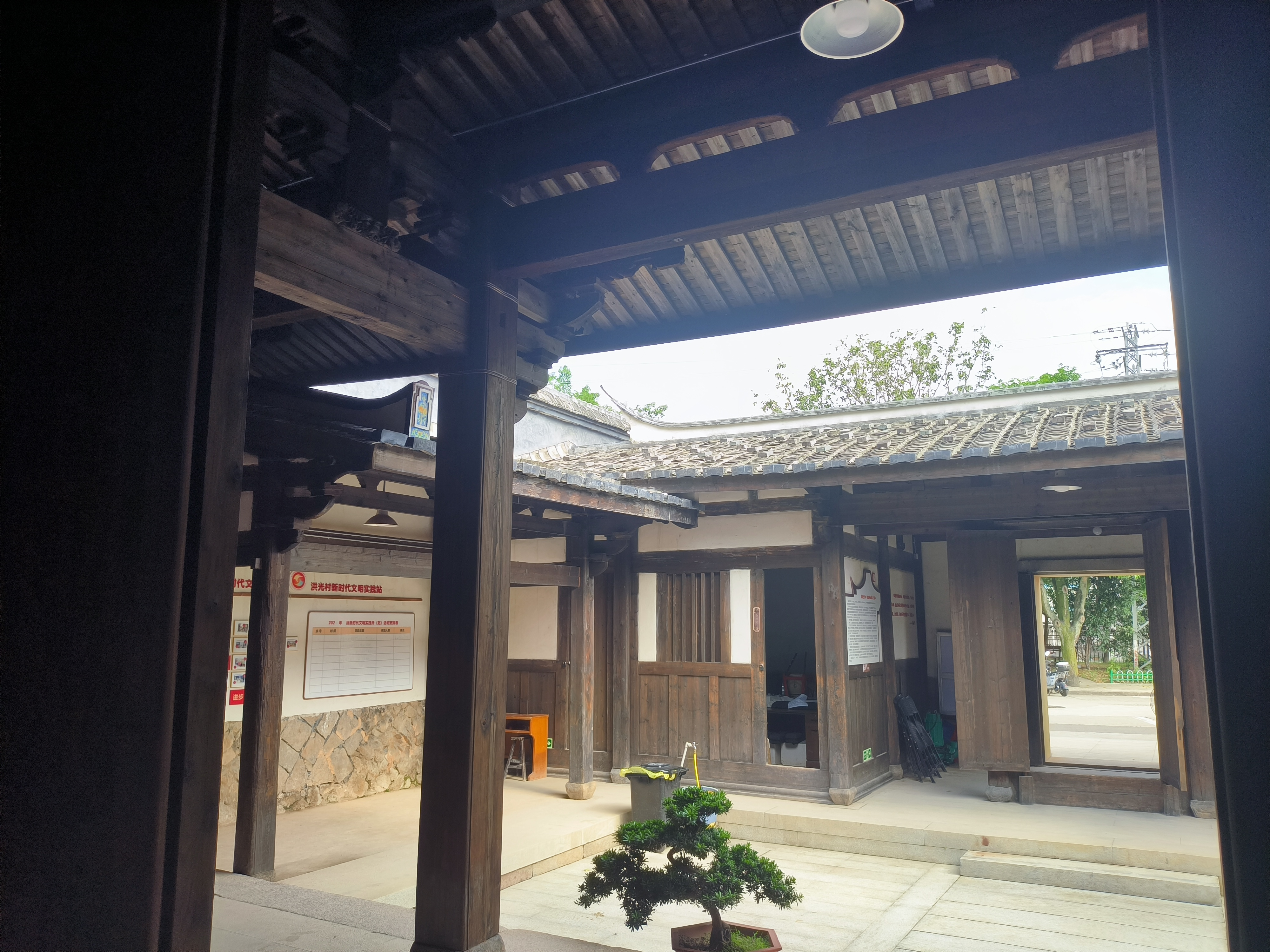
大厅内看天井及大门
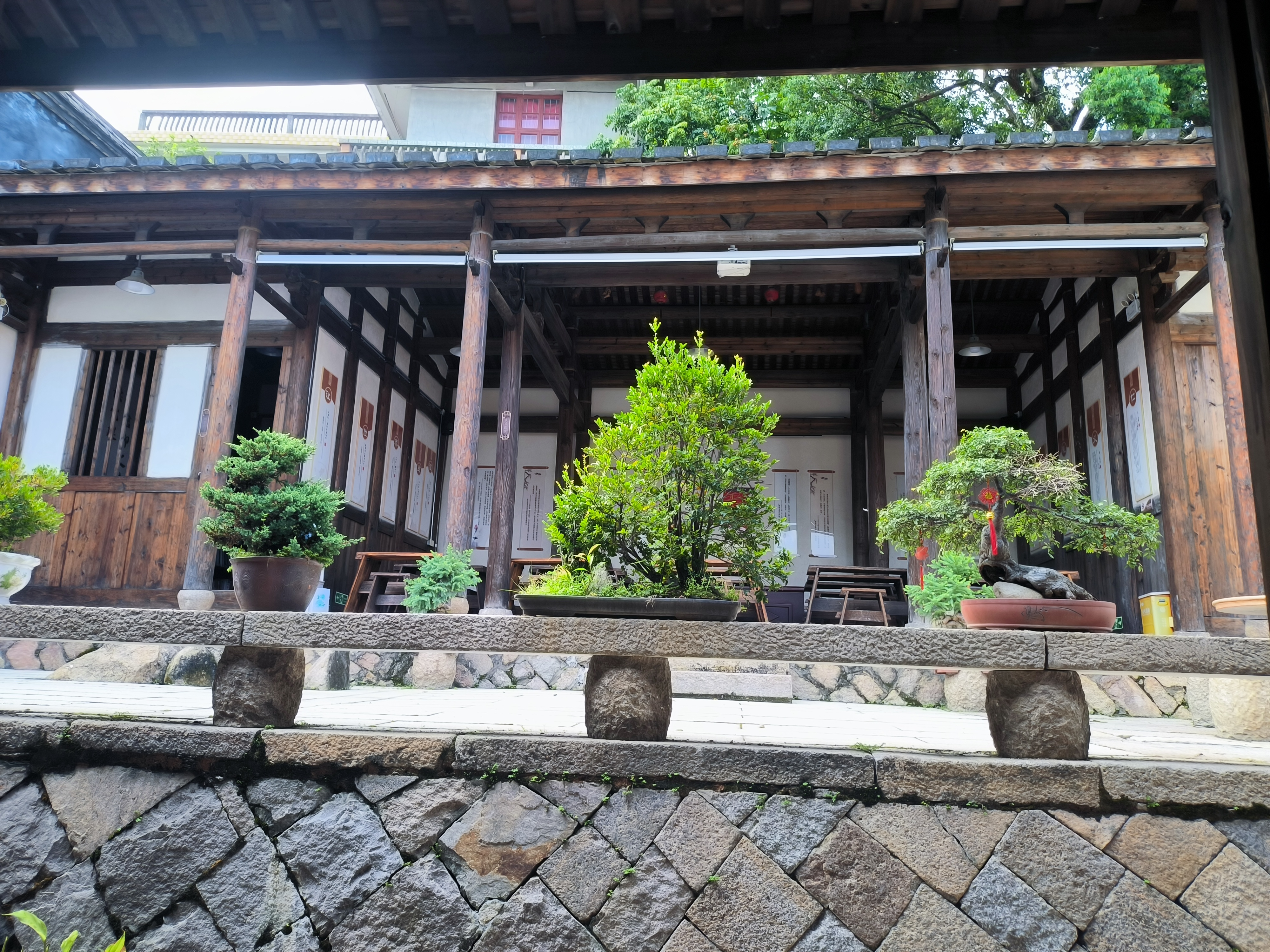
在大厅后门看文昌阁
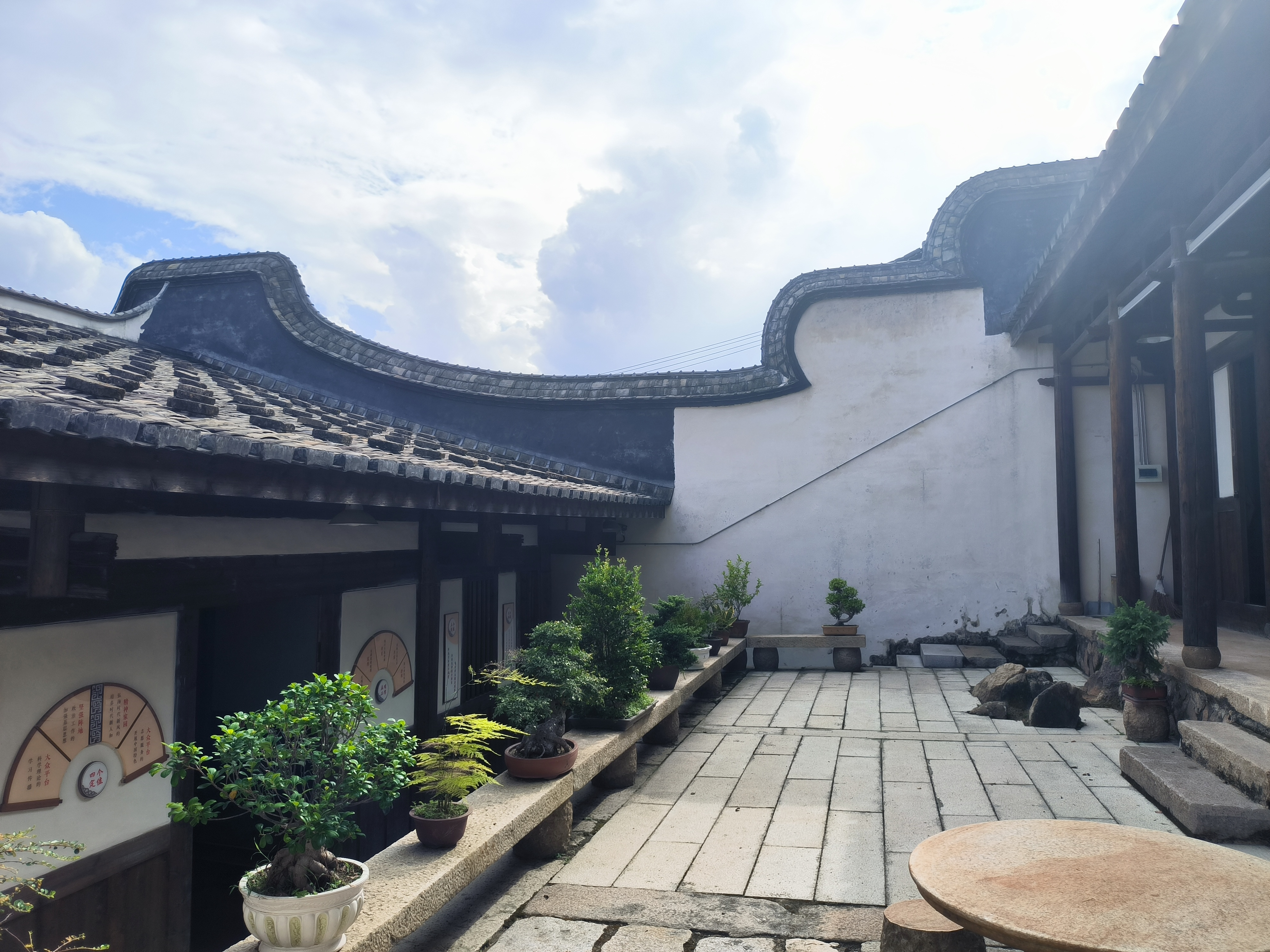
文昌阁与大厅中间的空地，旁侧围以封火墙